# Соня Макджинн
Соня Макджинн (англ. Sonya McGinn; народилась 17 грудня 1973 у м. Гоуті, Ірландія) — ірландська бадмінтоністка.
Учасниця Олімпійських ігор 2000 в одиночному розряді. У другому раунді поступилась Міа Аудіні з Нідерландів 0:2.
Чемпіон Ірландії в одиночному розряді (1993, 1998, 1999, 2000), в парному розряді (1993, 1999, 2000).